# جارد برينان
جارد برينان (بالإنجليزية: Jared Brennan)‏ هو لاعب كرة قدم أسترالية أسترالي، ولد في 28 يوليو 1984 في داروين في أستراليا.

## وصلات خارجية
- جارد برينان على موقع AustralianFootball.com (الإنجليزية)
- جارد برينان على موقع AFLtables.com (الإنجليزية)